# Haseki Sultan
Haseki Sultan (Turco ottomano: خاصکى سلطان, Ḫāṣekī Sulṭān) era il titolo usato, a partire da Solimano I, per la consorte principale di un sultano ottomano. Hürrem Sultan, consorte principale e moglie legale di Solimano il Magnifico, fu la prima a  detenere questo titolo. Nel secolo successivo, sotto Murad IV, il significato del titolo cambiò in un più generico "consorte imperiale". Il titolo perse la sua esclusività sotto Ibrahim I, che lo conferì a otto donne contemporaneamente. Il titolo haseki sultan fu usato fino al XVII secolo. Successivamente, Kadın divenne il titolo di rango più alto per le consorti imperiali, sebbene questo titolo non fosse esclusivo, né così prestigioso come quello di Haseki Sultan.

## Termine
La parola haseki (خاصکي-خاصگی) deriva dalla parola araba Khassa خاصه che è suffissa con il persiano gi گی e significa "attribuire qualcosa esclusivamente a". Haseki è, quindi, qualcuno che appartiene esclusivamente al sultano.
Sultan (سلطان) è una parola araba, che indica "autorità" o "dominio". A partire dal XVI secolo, sotto Bayezid II, questo titolo fu portato sia dagli uomini che dalle donne della dinastia ottomana, sostituendo altri titoli con cui erano stati conosciuti i membri di spicco della famiglia imperiale (in particolare hatun per le donne e bey per gli uomini). Questo uso sottolinea la concezione ottomana del potere sovrano come prerogativa della famiglia.
Gli occidentali conoscono il sovrano ottomano come "sultano", ma gli ottomani usavano anche termini persiani come "padişah" (imperatore) o "hünkar" per riferirsi al loro sovrano. il titolo formale consisteva in "sultano" insieme a "han" (ad esempio, Sultan Suleiman Han). In un discorso formale, anche i figli del sultano erano chiamati "sultano", con i principi imperiali (şehzade) che portavano il titolo prima del loro nome di battesimo e le principesse imperiali che lo portavano dopo. Gli esempi includono il figlio del sultano Suleiman Şehzade Sultan Mehmed e sua figlia Mihrimah Sultan. Come le principesse imperiali, le madri viventi e la principale consorte del sultano regnante portavano il titolo di "sultano" dopo i loro nomi, ad esempio Hafsa Sultan, madre di Solimano e prima valide sultan, e Hürrem Sultan, consorte principale di Solimano e prima Haseki. L'uso in evoluzione di questo titolo rifletteva i cambiamenti di potere tra le donne imperiali, specialmente durante il Sultanato delle donne. Con l'erosione della posizione del consorte principale nel corso del XVII secolo, il consorte principale perse il titolo di "sultan", che fu sostituito da "kadin". In seguito, la madre del sultano regnante fu l'unica persona di sangue non imperiale a portare il titolo di "sultan".
Il titolo haseki veniva portato prima o dopo il nome dato e il modo formale di rivolgersi a una haseki era Devletlû İsmetlu (nome di battesimo) Haseki Sultân Aliyyetü'ş-Şân Hazretleri. Il titolo “sultan" è spesso tradotto in sultana, che non esiste nella regalità ottomana, per distinguere i membri femminili della dinastia dal sultano maschio.

## Storia
La prima donna a portare questo titolo, per la quale fu appositamente creato, fu Hürrem Sultan, favorita e poi moglie legale di Solimano il Magnifico. In seguito, il titolo venne regolarmente attribuito alla favorita più amata e consorte principale del Sultano, fino al regno di Ahmed II (gli unici degli undici sultani succedutesi in questo arco di tempo che non ebbero un'Haseki furono Mehmed III, Mustafa I, Solimano II e, forse, Osman II). Molte delle donne che lo portarono disponevano di grande potere, ricchezza e influenza, perché quello di Haseki rappresentava il secondo rango più alto all'interno della gerarchia femminile della dinastia ottomana, secondo solo a quello di Valide Sultan (madre del Padiscià) e superiore a quello delle principesse imperiali (sorelle, zie, cugine, nipoti e figlie del Sultano), e divennero personalità di spicco durante il cosiddetto "Sultanato delle donne", soprattutto alla morte delle relative Valide Sultan, influenzando il Sultano e prendendo parte alla politica dell'impero. L'Haseki aveva diritto a risiedere a Palazzo di Topkapı, anche nel periodo in cui l'harem era invece sistemato nel Palazzo Vecchio (Eski Saray), e occupavano le stanze vicine a quelle del sultano. Disponevano inoltre di rendite estremamente elevate: lo stipendio giornaliero di un'Haseki era compreso generalmente fra i 1.000 e i 2.000 aspri al giorno, enormemente superiore a quello di una concubina ordinaria (compreso in genere fra i 40 e i 100 aspri al giorno) e persino a quello di una principessa (compreso fra i 100 e i 400 aspri al giorno, ad eccezione di Mihrimah Sultan, figlia di Solimano il Magnifico e Hurrem Sultan, che ne riceveva 600).
Erano di norma le madri di numerosi figli e figlie, spesso del primogenito del Sultano o del suo erede favorito, e i loro figli divennero spesso a loro volta Sultani, il che le innalzava al rango massimo di Valide Sultan.
Essere madre del primogenito non era tuttavia un requisito e non dava la certezza di ricevere il titolo: Mahidevran Hatun e Mahfiruz Hatun pur essendo rispettivamente madri di Şehzade Mustafa e Osman II, figli maggiori di Solimano il Magnifico e Ahmed I, non ricevettero mai il titolo di Haseki, che andò invece a Hürrem Sultan e Kösem Sultan, in virtù del maggior amore che le legava ai loro sultani. Infatti, la particolarità del titolo stava, oltre che nel suo prestigio, nel fatto che non veniva assegnato seguendo una regola fissa, ma a discrezione del sultano, e quasi tutti scelsero di conferirlo a donne con cui avevano stretto un legame emotivo e amoroso sincero.
Il titolo si mantenne esclusivo fino al regno di Ibrahim I, che arrivò ad avere otto Haseki in contemporanea, segnando l'inizio della fine dell'era delle grandi favorite. Durante il suo regno, il titolo perse di valore, potere e soprattutto esclusività, passando dal significare "l'unica/la principale favorita" a un più generico "consorte". Anche lo status e il potere associato divennero più onorari che effettivi (anche se era ancora uno status superiore alle principesse imperiali), e, alla fine del XVII secolo, venne definitivamente sostituito dal meno prestigioso ed esclusivo "Kadınefendi". La madre del sultano regnante rimase quindi l'unica persona di nascita non imperiale a portare il titolo di Sultana.

## Elenco
È qui riportato l'elenco delle Haseki Sultan dell'impero ottomano:
| Immagine | Nome ottomano                                                | Nome di nascita               | Origine              | Fine mandato                                           | Morte             | Consorte              | Madre di               |  |
| -------- | ------------------------------------------------------------ | ----------------------------- | -------------------- | ------------------------------------------------------ | ----------------- | --------------------- | ---------------------- |  |
|          | Hürrem Sultan خُرَّم سلطان                                      | Aleksandra Anastazja Lisowska | Rutenia              | 15 Aprile 1558                                         | 15 Aprile 1558    | Solimano il Magnifico | Selim II               |  |
|          | Nurbanu Sultan نور بانو سلطان                                | Cecilia Venier-Baffo          | Veneziana            | 15 Dicembre 1574 ‘‘morte di Selim’’                    | 7 Dicembre 1583   | Selim II              | Murad III              |  |
|          | Safiye Sultan صفیه سلطان                                     | Sofia                         | Albanese             | 16 Gennaio 1595 ‘‘morte di Murad III’’                 | 20 aprile 1619    | Murad III             | Mehmed III             |  |
|          | Kösem Sultan قسّم سلطان                                       | Anastasia                     | Greca                | 22 Novembre 1617 ‘‘morte di Ahmed I’’                  | 2 Settembre 1651  | Ahmed I               | Murad IV e Ibrahim I   |  |
|          | Ayşe Sultan عایشه سلطان                                      |                               | Sconosciuto          | 20 maggio 1622 ‘‘deposizione e uccisione di Osman II’’ | 1640              | Osman II              |                        |  |
|          | Ayşe Sultan عایشه سلطان                                      |                               | Grecia               | 9 febbraio 1640 ‘‘morte di Murad IV’’                  | 1680              | Murad IV              |                        |  |
|          | Şemsişah o Şemsperi Sultan possibile seconda Haseki di Murad |                               | Sconosciuto          | 9 febbraio 1640 ‘‘morte di Murad IV’’                  | Dopo il 1640      | Murad IV              |                        |  |
|          | Turhan Sultan ترخان سلطان                                    | Nadya                         | Russia o Ucraina     | 12 Agosto 1648 ‘‘morte di Ibrahim I’’                  | 4 Agosto 1683     | Ibrahim I             | Mehmed IV              |  |
|          | Saliha Dilaşub Sultan آشوب سلطان                             | Katarina                      | Serba                | 12 Agosto 1648 ‘‘morte di Ibrahim’’                    | 4 Dicembre 1689   | Ibrahim I             | Solimano II            |  |
|          | Muazzez Sultan معزز سلطان                                    |                               | sconosciuto          | 12 Agosto 1648 ‘‘morte di Ibrahim’’                    | 12 settembre 1687 | Ibrahim I             | Ahmed II               |  |
|          | Ayşe Sultan عایشه سلطان                                      |                               | Crimea               | 12 Agosto 1648 ‘‘morte di Ibrahim’’                    |                   | Ibrahim I             |                        |  |
|          | Mahienver Sultan ماه انور سلطان                              |                               | Circassa             | 12 Agosto 1648 ‘‘morte di Ibrahim’’                    |                   | Ibrahim I             |                        |  |
|          | Saçbağlı Sultan                                              | Leyla                         | Circassa             | 12 Agosto 1648 ‘‘morte di Ibrahim’’                    |                   | Ibrahim I             |                        |  |
|          | Şivekar Sultan شوکار سلطان                                   | Maria                         | Armenia              | 12 Agosto 1648 ‘‘morte di Ibrahim’’                    | 1647 o 1693       | Ibrahim I             |                        |  |
|          | Hümaşah Sultan ھما شاہ سلطان                                 | Sconosciuto                   | Circassa o georgiana | 12 Agosto 1648 ‘‘morte di Ibrahim’’                    | dopo il 1676      | Ibrahim I             |                        |  |
|          | Emetullah Rabia Gülnuş Sultan گلنوش سلطان                    | Evmania Voria                 | Grecia               | 8 Novembre 1687 ‘‘deposizione di Mehmed IV’’           | 6 Novembre 1715   | Mehmed IV             | Mustafa II e Ahmed III |  |
|          | Rabia Sultan رابعه سلطان                                     | Sconosciuto                   | Sconosciuto          | 6 Febbraio 1695 ‘‘morte di Ahmed II’’                  | 14 Gennaio 1712   | Ahmed II              |                        |  |

## Cultura di massa
Il titolo di Haseki Sultan è spesso usato impropriamente negli adattamenti storici letterari o cinematografici, così come su vari siti internet e/o blog storici, creando diffuse credenze errate in chi si approccia superficialmente all'argomento:

il titolo di Haseki Sultan, diversamente da altri titoli e ranghi femminili ottomani come "Hatun", "Hanim" o "Kadin", era riservato a una sola donna dell’harem (con l’eccezione del regno di Ibrahim I), che era quindi l’unica concubina che aveva il diritto di essere chiamata con il titolo di “Sultan” dopo il nome al pari dei membri di sangue femminili della dinastia e della madre del Sultano. Il titolo poteva essere conferito solo alla favorita di un Sultano, non a quelle degli şehzade (principi ottomani) e, anche se nacque sotto il regno di Solimano I, non fu mai conferito a Mahidevran (precedente concubina di Solimano e madre del suo figlio maggiore sopravvissuto Mustafa), ma creato appositamente per Hürrem Sultan. Il titolo usato per tutte le altre concubine con un certo rango e le madri di figli e figlie reali era semplicemente “Hatun” (signora).
Negli adattamenti storici, invece, come “Il secolo magnifico”, il titolo di Haseki e/o l’appellativo di Sultana viene spesso conferito a tutte le concubine che hanno un figlio dal sultano o addirittura da un principe, probabilmente allo scopo di generare maggior dramma, creando però un malinteso estremamente diffuso e spesso difficile da correggere. In particolare, si è ostinatamente radicata l’errata convinzione, ampliata da siti internet scadenti, che la prima Haseki della storia ottomana sia stata proprio Mahidevran Hatun, che nominano impropriamente come Mahidevran Sultan, e che Hürrem Sultan l’abbia semplicemente sostituita.